# Донецкий округ (область Войска Донского)

Донецкий округ

Донецкий округ — административная единица в области Войска Донского Российской империи; окружное управление было в станице Каменская.

## География
Площадь территории — 24 659,3 вёрст².

## История
В 1897 году население округа составляло 455 819 человек, в том числе русские — 273 302, украинцы — 177 376.
К началу XX века область Войска Донского состояла из 9 округов: 1-го Донского, 2-го Донского, Донецкого, Усть-Медведицкого, Хопёрского, Черкасского, Ростовского, Сальского и Таганрогского.
Казаки округа служили в следующих частях: Лёгкая кавалерия — 10-й Донской генерала Луковкина, 27-й, 44-й, 11-й Донской генерала от кавалерии графа Денисова, 28-й, 45-й, 12-й Донской генерал-фельдмаршала Потёмкина-Таврического, 29-й, 46-й. Конная артиллерия — 2-я, 9-я, 16-я Донские казачьи батареи.
В 1918 году из частей Усть-Медведицкого, Донецкого и Хопёрского округов был образован Верхне-Донской.

### Современное состояние
На территории бывшего Донецкого округа области Войска Донского сейчас располагаются территории городов Донецк (Россия), Каменск-Шахтинский, Боковский, Верхнедонской, Белокалитвинский, Каменский, Кашарский, Миллеровский, Милютинский, Морозовский,Тарасовский, Тацинский, Чертковский, Шолоховский, Антрацит, Свердловск, Антрацитовский, Свердловский, Станично-Луганский

## Население
Численность населения — 455 819 человек (1897).

## Административное деление
В 1913 году в состав округа входило 49 волостей и станиц:
| - Большинская — сл. Большинская, - Верхне-Большинская — пос. Верхне-Греков, - Верхне-Макеевская — сл. Верхне-Макеевская, - Верхне-Ольховская — сл. Кашары, - Вешенская — станица Вёшенская, - Волошинская — сл. Волошино, - Голово-Калитвенская — сл. Голово-Калитвинская (она же Самсоново-Калитвинская), - Голодаево-Сариновская — сл. Голодаевка-Саринова (она же Нагольная-Голодаевка), - Греково-Степановская — сл. Греково-Степановка, - Гундоровская — станица Гундоровская, - Дёгтевская — сл. Дёгтево, - Деркуло-Обливская — сл. Машлыкино, - Еланская — станица Еланская, | - Ефремово-Степановская — сл. Ефремово-Степановка, - Казанская — станица Казанская, - Калитвенская — станица Калитвенская, - Каменская — станица Каменская, - Карпово-Обрывская — сл. Карпово-Обрывская, - Колодезянская — сл. Колодези, - Криворожская — сл. Криворожье, - Курнаково-Липовская — сл. Курнаково-Липовская, - Леоново-Калитвенская — сл. Маньково-Калитвенская, - Луганская — станица Луганская, - Маньково-Берёзовская — сл. Маньково-Берёзовская, - Мигулинская — станица Мигулинская, | - Милютинская — станица Милютинская, - Митякинская — станица Митякинская, - Мальчевско-Полнинская — сл. Мальчевско-Полнинская, - Нижне-Ольховская — сл. Нижне-Ольховская, - Никольско-Покровская — сл. Никольско-Покровская, - Ольхово-Городищенская — сл. Александровская, - Поляково-Наголинская — пос. Калашниковский, - Пономаревская — пос. Пономарев, - Поповско-Иловайская — пос. Поповский, - Самсоново-Калитвинская — сл. Самсоново-Калитвинская (она же Голово-Калитвенская), - Сариново-Чернозубовская — пос. Сарино-Большинский, - Селивановская — сл. Селивановка, | - Скасырская — сл. Скасырская, - Средне-Наголинская — пос. Петровский, - Талово-Калитвенская — сл. Шарпаевка, - Тарасовская — сл. Тарасов, - Терновская — сл. Терновская, - Титовская — сл. Титовка, - Тиховско-Журавская — сл. Тиховско-Журавская, - Усть-Березовская — пос. Ильинский, - Усть-Белокалитвинская — станица Усть-Белокалитвинская, - Усть-Мечетинская — сл. Нижне-Грекова, - Яново-Шептуховская — сл. Шептуховка, - Яновская — пос. Ново-Марьевский. |

В 1918 году в состав округа входили:
- Гундоровский юрт (Станица Гундоровская), 1681 при реке Большая Каменка
- Каменский юрт (Станица Каменская — центр), 1671 при реке Донец
- Калитвенский юрт (Станица Калитвенская), 1702 при реке Донец
- Луганский юрт (Станица Луганская), 1688 при реке Донец
- Милютинский юрт (Станица Милютинская), 1876 при реке Гнилой
- Митякинский юрт (Станица Митякинская), 1549 при реке Донец
- Усть-Белокалитвенский юрт (Станица Усть-Белокалитвенская), 1703 при реке Донец и устье Калитвы
- Цесаревичский юрт (Станица Цесаревическая), 1910 при реке Сухой.